# Girtford Bridge
Die Girtford Bridge ist eine alte Straßenbrücke in der Nähe von Sandy, die den Fluss Ivel überspannt. Seit 1979 wird sie als Listed Building (Grad II) mit der Nummer 1114503 in den Denkmallisten geführt.

## Geschichte
Die Brücke wurde 1783 nach Entwürfen des Architekten John Wing im Stil der einige Jahrzehnte älteren Brücke in Biggleswade gebaut. Sie weist drei flache Bögen und massive Brüstungen auf und war einst Teil der Great North Road. Die äußeren Bögen haben eine Spannweite von 21 Fuß, der mittlere überspannt 29 Fuß.
Der Name Girtford – „Kiesfurt“ – ist schon für das 13. Jahrhundert belegt; wahrscheinlich gab es auch zu dieser Zeit schon eine Brücke in dieser Gegend. In mehreren Testamenten aus dem 16. Jahrhundert legten die Erblasser Gelder oder Güter fest, die für die Reparatur der damaligen Brücke verwendet werden sollten.  
Die von John Wing entworfene Brücke wurde ab 1780 gebaut; der Architekt erhielt 600 Pfund. Im Jahr 1822 wurden durch die Grafschaft Reparaturen vorgenommen, 1833 wurde die Girtford Bridge zur Grafschaftsbrücke erklärt. Nachdem sie diesen Status erhalten hatte, wurden Schutzmaßnahmen gegen Beschädigungen durch Leichter ergriffen.
In den 1920er-Jahren wurden die Geländer der Girtford Bridge mehrmals beschädigt. Verbunden mit der Umgestaltung der A1 road im Jahr 1961 wurden auch Arbeiten an der Brücke durchgeführt. Nach wie vor wird die Brücke für eine Straße genutzt, die von der A1 über Moggerhanger und Willington nach Bedford führt.
In der Nähe der Brücke befindet sich der Bidlake Memorial Garden, der zur Erinnerung an den Radrennfahrer Frederick Thomas Bidlake angelegt wurde.